# Leonardo Vitale
Leonardo Vitale, detto Leuccio (Palermo, 27 giugno 1941 – Palermo, 2 dicembre 1984), è stato un mafioso e collaboratore di giustizia italiano.
Legato a Cosa nostra, è considerato il primo collaboratore di giustizia dopo Melchiorre Allegra. L'autenticità della conversione e il contributo al contrasto a Cosa nostra è stato sottolineato anche in seguito.

## Biografia

### Le origini e l'adesione a Cosa nostra
(Leonardo Vitale)
Nel 1960, all'età di diciannove anni, Leonardo Vitale venne affiliato nella cosca mafiosa di Altarello di Baida, che era guidata dallo zio paterno Giovanbattista detto "Titta", che gli impose come prova d'ammissione l'uccisione di un mafioso rivale di nome Mannino, che svolgeva il lavoro di campiere. Successivamente Vitale compì numerose intimidazioni e danneggiamenti ai danni di imprese edili a scopo di estorsione su ordine dello zio e del suo associato Giuseppe Calò, venendo promosso alla carica di capodecina. Nel 1972 Vitale venne arrestato perché sospettato di essere implicato nel sequestro del costruttore Luciano Cassina, ma venne rilasciato dopo una settimana di isolamento nel carcere dell'Asinara, dove manifestò segni di depressione che degenerarono nella coprofagia, inducendo i medici a sottoporlo ad elettroshock.

### Il pentimento
Il 29 marzo 1973 Vitale si presentò alla questura di Palermo e venne accompagnato nell'ufficio di Bruno Contrada, all'epoca commissario della squadra mobile, a cui dichiarò che stava attraversando una crisi religiosa e intendeva cominciare una nuova vita; si autoaccusò quindi di due omicidi, di un tentato omicidio, di estorsione e di altri reati minori, accusò i responsabili del sequestro Cassina e fece i nomi di Salvatore Riina, Giuseppe Calò, Vito Ciancimino ed altri mafiosi, collegandoli a precise circostanze, e rivelò per primo l'esistenza di una "Commissione", descrivendo anche il rito di iniziazione di cosa nostra e l'organizzazione di una famiglia mafiosa. Le dichiarazioni di Vitale, che lo portarono ad essere considerato il primo collaboratore di giustizia della storia, portarono all'arresto di quaranta mafiosi delle borgate palermitane di Altarello e Danisinni, ma la metà di questi si resero latitanti o furono rilasciati qualche tempo dopo per insufficienza di prove. Lo stesso Vitale finì nel carcere dell'Ucciardone per le sue dichiarazioni, dove venne sottoposto a numerose perizie psichiatriche e dichiarato seminfermo di mente affetto da schizofrenia, venendo rinchiuso nel manicomio criminale di Barcellona Pozzo di Gotto, in provincia di Messina.

### L'arresto e la detenzione
Nel 1977, grazie alle sue dichiarazioni, il giudice istruttore Aldo Rizzo poté portare a processo lo stesso Vitale insieme allo zio "Titta" e ad altri 27 membri della «mafia delle borgate» palermitane, tra cui Pippo Calò e don Agostino Coppola, parroco e nipote del famigerato boss italo-americano Frank Coppola. In quell'occasione Vitale venne definito "il Joe Valachi di Altarello" dai giornalisti. Alla fine del processo però gli imputati vennero assolti per insufficienza di prove, tranne Vitale e lo zio, che ricevette una pena per omicidio e associazione a delinquere. La pena di venticinque anni di carcere di Vitale invece venne commutata in detenzione nel manicomio criminale di Barcellona Pozzo di Gotto, di cui però scontò soltanto sette anni.

### L'agguato e l'omicidio
Dopo essere stato dimesso dal manicomio nel giugno del 1984, venne raggiunto e intervistato da Giuseppe Marrazzo, inviato dal Tg2 per un reportage sulla mafia a Palermo, a cui disse una frase profetica: «So che mi ammazzeranno». Il 2 dicembre dello stesso anno, una domenica mattina, Vitale venne infatti ucciso con due colpi di lupara alla testa sparati da un uomo non identificato che lo raggiunse all'uscita dalla chiesa dei Cappuccini di Palermo su una Fiat 500 mentre era in compagnia della madre.
La sentenza di primo grado, emessa il 4 luglio 1994, condannò i principali esponenti della "Commissione" di cosa nostra (Michele Greco, Salvatore Riina, Bernardo Provenzano, Giuseppe Calò, Bernardo Brusca, Francesco Madonia) all'ergastolo in qualità di mandanti dell'omicidio di Vitale e di altri pentiti o loro parenti. Nel 2008 la Cassazione ha riconosciuto come esecutori materiali dell'omicidio di Leonardo Vitale i killer Domenico Guglielmini, Raffaele Ganci e i suoi figli Domenico e Calogero, grazie alle determinanti accuse di Calogero Ganci, divenuto un collaboratore di giustizia.

## Riconoscimenti
- Giovanni Falcone nella sentenza di rinvio a giudizio per il Maxiprocesso di Palermo (1986) rende omaggio al coraggio e alla conversione di Leonardo Vitale: “Scarcerato nel giugno 1984, fu ucciso dopo pochi mesi, il 2 dicembre, mentre tornava dalla Messa domenicale. A differenza della Giustizia dello Stato, la mafia percepì l'importanza delle sue rivelazioni e lo punì inesorabilmente per aver violato la legge dell'omertà. È augurabile che, almeno dopo morto, Vitale trovi il credito che meritava e che merita”.[6]
- Nel 1998 Salvatore Parlagreco ha scritto il libro L'uomo di vetro, sulla vicenda di Leonardo Vitale. Il volume è stato ristampato anche in seguito.
- Nel 2000 Luigi Accattoli ha annoverato Vitale tra i nuovi martiri cristiani nel suo libro sull'argomento.[15]
- Dal libro di Parlagreco nel 2007 Stefano Incerti ha tratto e curato la regia del film L'uomo di vetro.
- A partire dal 2007 Francesco Paolo (Franco) Vitale, cugino di Leonardo, ha raccolto affermazioni del Comitato Bruno Contrada, Luigi Accattoli e padre Paolo Fisconaro OFM Conv. che sottolineavano l'autenticità della conversione religiosa di Leonardo e la sua volontà di contribuire, con le sue deposizioni, alla redenzione degli uomini di mafia e alla promozione della legalità nella Sicilia. Ne promuove la memoria e raccoglie testimonianze su di lui.

## Film riguardanti Vitale
- L'uomo di vetro (2007)